# Anna Holm
Anna Holm (tidl. Baumeister og Jørgensen, født 29. december 1987) er en dansk atlet.
Hendes primære discipliner er maratonløb, halvmaraton, 10.000 meter, 5.000 meter samt crossløb.
Hun løber for Sparta Atletik, hvor hendes farfar, Knud Erik Jørgensen, i sin tid var træner.
Hun deltog ved OL i Rio 2016 på maraton, hvor hun blev nummer 55.
Hun har vundet mere end ti danske seniormesterskaber og sytten ud af de 21 danske ungdomsmesterskaber, hun har deltaget i. Hun har også vundet U20 nordisk mesterskab i 5 km cross. Hun har desuden deltaget i en række internationale seniormesterskaber, både VM halvmaraton 2012 og 2014, EM i atletik 2016 og EM cross i 2015 og 2016.
Hun har derudover vundet motionsløbet Eremitageløbet både i 2013 og 2014.
Hun debuterede på maraton med tiden 2:39:13 timer i 2014 til Frankfurt Marathon. Hendes hurtigste tid på maraton er 2:33:02, løbet ved Frankfurt Marathon 2017. 

## Personlige forhold
Anna Holm er opvokset på Bornholm som datter af de tidligere danske løbere Henrik Høve Jørgensen og Mette Holm Hansen. Henrik Høve Jørgensen vandt London Marathon 1988 og er tidligere indehaver af den danske rekord på maraton (2:09:43).

## Rekorder

### Danske rekorder
19 års rekorder indendørs: 
- 3000 meter inde: 9:47,11

18 års rekorder indendørs: 
- 3000 meter inde: 10:08,45

17 års rekorder: 
- 2.000 meter: 6:12,2
- 5.000 meter: 16:55,43

16 års rekorder: 
- 5.000 meter: 16:45,2

15 års rekorder: 
- 5.000 meter: 17:09,6

14 års rekorder: 
- 5.000 meter: 17:34,2

### Personlige rekorder
- 800 meter: 2:12,96 (2005)
- 1500 meter: 4:27,86 (2005)
- 3000 meter: 9:13,92 (2015)
- 5000 meter: 16:10,19 (2016)
- 10000 meter: 33:56,55 (2016)
- 10 km: 33:31 (Odense, 2017, punkt til punkt løb)
- Halvmaraton: 1:12:56 (Copenhagen Half Marathon, 2017)
- Maraton: 2:33,02 (Frankfurt Marathon, 2017)